# Qin Kai
Qin Kai (født 31. januar 1986) er en kinesisk udspringer. 
Han indledte sin karriere i 2001, da han deltog i juniorverdensmesterskabet. Her vandt han guld i udspring fra tremetervippen og sølv i udspring fra platform. I 2006 deltog han i verdensmesterskabet og vandt igen guld i udspring fra tremetervippen. 
Qin Kai deltog i udspringskonkurrencen under Sommer-OL 2008, hvor han vandt guld i synkronudspring fra tremetervippen og bronze i udspring fra tremetervippen.